# Cântarea rusească
Notă: Acest articol conține text preluat de la ro.orthodoxwiki.org (articolul respectiv și lista de autori). Toate materialele OrthodoxWiki intră automat sub dubla licență GDFL-Creative Commons.

Termenul cântare rusească se referă la un grup de tradiții de cântare folosit în Biserica Rusiei și unele biserici autonome în cadrul acesteia. Această cântare este atât monofonică cât și polifonică și prezintă influențe din mai multe surse, atât ortodoxe cât și occidentale. Cântarea rusească este folosită nu doar în Biserica Rusiei, dar și în bisericile Ucrainei, Finlandei, Japoniei, OCA și în alte părți.
Probabil că cea mai veche varietate distinctivă de cântare folosită în regiunile care au ajuns să fie cunoscute ca Rusia este cântarea znamenită, o cântare tradițional monofonică (i.e., melodică, nearmonizată) derivată din cântarea bizantină adusă rușilor de misonarii greci veniți din Constantinopol.
Armonizările stilului occidental au ajuns în uz în biserica rusă prin Lvov și Kiev datorită influenței Bisericii Romano-Catolice din Polonia, iar polifonia „brusc a dat buzna din Occident în cântarea liturgică rusă la mijlocul secolului al șaptesprezecelea”. La mijlocul secolului al XVIII-lea, dirijorii curții imperiale erau în special italieni, care ulterior au împins muzica bisericească rusă în direcția occidentală. În secolul al XIX-lea, principiile compoziției muzicale germane au ajuns să domine în cântarea rusească.
În biserica rusă de azi, aceste tradiții variate rămân în uz peste tot în biserică (precum și în bisericile ei fiice), unele într-o formă mai primitivă decât altele. În prezent, în unele mănăstiri și parohii se desfășoară o renaștere a uzului celor mai vechi forme de cântare, mai ales a celei znamenite.
Un element deosebit al cântării rusești este grupul de tradiții cunoscute în Rusia sub numele de „Cântarea grecească” și „Cântarea bulgărească”.  Deși originile ambelor sunt o chestiune de dezbateri, nicio varietate a acestor cântări nu sunt specifice bisericilor greacă sau Biserica Ortodoxă Bulgară, care folosesc în primul rând cântarea bizantină și, respectiv, pe cea bulgărească.

## Tipuri
- Bakhmetev Obikhod
- Cântarea bulgărească (rusească)
- Cântarea grecească (rusească)
- Cântarea kieveană
- Cântarea veche Simonov
- Cântarea valaamită
- Cântarea znamenită